# شانتال يفبفر
شانتال يفبفر هي راقصة على الجليد كندية، ولدت في 5 يونيو 1977 في مونتريال في كندا.

## وصلات خارجية
- شانتال يفبفر على موقع الاتحاد الدولي للتزلج (الإنجليزية)
- شانتال يفبفر على موقع الاتحاد الدولي للتزلج (الإنجليزية)
- شانتال يفبفر على موقع أوليمبيديا (الإنجليزية)